# ノースハリウッド銀行強盗事件
ノースハリウッド銀行強盗事件（ノースハリウッドぎんこうごうとうじけん、アメリカ英語: North Hollywood shootout）とは、1997年2月28日にアメリカ合衆国・カリフォルニア州ロサンゼルス市ノース・ハリウッドで発生した約44分間に渡って2000発近く銃弾が乱射されたアメリカ最大級の銃撃戦かつ銀行強盗事件。
この事件はテレビで大々的に生中継された。この事件をきっかけにロサンゼルス市警察の一般の警察官が持つ銃器に関して大きな見直しが迫られた。

## 事件の背景
ラリー・ユージン・フィリップス・ジュニアとエミール・デクバル・マタサレヌはジムで出会い、意気投合した。既にこの事件発生前に連続強盗事件を繰り返して指名手配されており、その被害総額は数百万ドルに達し、強盗によって得た豊富な資金から今回の膨大な弾薬と防弾装備を準備する事が出来た。
この銀行が狙われたのは、逃走に使用するハイウェイの入り口が近い事と警察が通報から到着するには8分以上は要する事からだった。犯人達は8分以内に銀行から逃走出来るように腕時計のタイマーをセットしていたが、後述の通り想定以上の早さで警察官が到着したので、逃走はほぼ不可能となり、銃撃戦が発生した。

## 事件発生
バンク・オブ・アメリカノースハリウッド支店に2人は強盗目的で正面玄関から押し入り、天井に向かってフルオート（自動火器参照）に違法改造された銃を威嚇目的に乱射した。2人は行員に札束をバッグに詰めさせて正面から出るが、既に銀行は50名以上の警察官達に囲まれていた。偶然にも銀行前をパトロール中の警察官が武装して銀行に押し入る2人を目撃し、応援要請を出したため2人の想定以上に早く、かつ大勢の警察官が到着していた。
2人は警官達に向かって銃を乱射し、警官も拳銃や散弾銃で応戦した。しかし、2人はケブラー製の防弾チョッキをミシンで縫い合わせて作った手製の防弾着で、腕や足までを覆って全身を防護しており、いくら被弾しても彼らは倒れる事は無かった。警察官が数発撃てば彼らが数十発を撃ち返す状態で、警察官たちの装備では、犯人たちに有効打を与えることができなかった。また、周辺にいた多数の民間人も巻き添えを食って負傷した。
銃撃戦中に2人は、奪った札束の中に特殊なインクを飛散・付着させて証拠品化する防犯装置があることに気づいてバッグごと捨てた。逃走用の車に積み込んでいたアサルトライフルで更に乱射を開始し、上空で取材をしていたテレビ局のヘリコプターにも発砲した。マタサレヌは車に乗り込んで発砲をしながら逃走を試み、フィリップスは徒歩で警察官達に発砲しながら逃走を図った。
警察官達は多数の負傷者を出しながらも、2人への追撃の手を緩めなかった。徒歩で逃走していたフィリップスは乱射中のアサルトライフルが弾づまりを起こして撃てなくなり、ライフルを捨て予備の拳銃で発砲を始めたが、警察官が撃った弾が防弾チョッキの隙間を抜けて負傷する。その後、フィリップスは負傷と残弾数の少なさから拳銃自殺した。
車で逃走を図っていたマタサレヌは、被弾で動かなくなった車を放棄し、たまたま近くを通りかかったトラックを銃で脅して奪おうとする。しかし、トラックの持ち主が逃げる直前に防犯のためにエンジンを動かなくするキルスイッチをオンにしたので立ち往生し、車とトラックの周りを警官とSWAT隊員が囲む。銃乱射で応戦する犯人に対し、隊員の1人が車の下の隙間から防弾されていない犯人の足を撃ち、負傷して弾切れになった犯人は投降するが、出血多量で応急処置を受ける間も無く死亡して銃撃戦は収束した。
事件は約44分にもおよび、犯人達が発砲した弾数は1000発以上であった。警察12名と民間人8名が負傷した。

## 後日談
この事件はアメリカにおいても衝撃を持って受け止められ、警察・司法関係や大衆文化に様々な影響を及ぼした。

### パトロールライフルの誕生
事件発生中に火力不足を痛感した警察は急遽近くのガンショップからアサルトライフルを購入して銃撃戦に投入しようとしたが間に合わなかった。この教訓から、アメリカ各地の警察は通常パトロール隊の火力を見直すことになり、パトロール隊に小銃手を配備させる対策を行った。この用途において使用される小銃はパトロールライフル(Patrol rifle)と呼ばれ、これを携行する警ら要員はパトロールライフルオフィサー(PRO)などと呼称される。パトロールライフルの具体的な火力向上の効果は以下のものである。
- 射撃精度の向上
- 防弾装備に対する貫徹力の向上
- 射程の延長
- 携行弾数の増加

#### パトロールライフルの運用
パトロールライフルの選定や運用、PROの選定、それらに関する各種規定は各警察ごとに定めている。一例だがカリフォルニア州のオークランド市警察の主な規定は以下の通り。
- パトロールライフルの定義

1. 市警におけるパトロールライフルとは、口径.223/5.56mmの弾薬を使用する、AR-15セミオートマチックライフルである。
2. パトロールライフルプログラム責任者の承認無しに、ライフルにアタッチメントを付けてはならない。また装着できるアタッチメントはAR-15を管理する武器係が認めたものに限る。

- パトロールライフルオフィサー(PRO)の定義

パトロールライフルオフィサーとは、警察官のうち以下の条件を全て満たしたものである。
1. 選定を受け、且つ当訓令で定められた訓練を修了すること。
2. パトロールライフルの支給を受けること。
3. パトロールライフルプログラム責任者から、現在有効な訓練の修了及び資格の保持を確認されていること。

- パトロールライフルの使用

パトロールライフルは警察官及び公共の安全に益する目的で使用できる。
1. パトロールライフルの使用が警察官の戦術上の優位に資する場合。
2. 射撃対象が銃器その他の致死性武器を携行していることが明白か、所持している事が疑われる場合。
3. 射撃対象が所持している火器の射程が、市警が定めたピストル及びショットガンより優位な場合。
4. 射撃対象が防弾装備を装着している場合。

### 大衆文化への影響
この事件を元にした映画が制作され、日本のテレビ番組でも時々紹介されている。

## 犯行に使われた武器
- 56式自動歩槍 - ドラムマガジン付き、メディアによってはAK-47と書かれているが、正確には中国でライセンス生産された物と同じコピー品。
- H&K G3
- ブッシュマスターXM15 - ドラムマガジン付き、ディシペイター(照準延長)カービン。
- ベレッタ 92FS